# 6543 Senna
6543 Senna este un asteroid din centura principală de asteroizi.

## Descriere
6543 Senna este un asteroid din centura principală de asteroizi. A fost descoperit pe 11 octombrie 1985 la Observatorul Palomar de Carolyn S. Shoemaker și Eugene M. Shoemaker. Asteroidul prezintă o orbită caracterizată de o semiaxă mare de 2,28 ua, o excentricitate de 0,21 și o înclinație de 4,2° în raport cu ecliptica.